# Džin Grej
Džin Elani Grej (engl. Jean Elaine Grey) je izmišljen supejunak koja se pojavljuje u američkim stripovima izdavačke kuće Marvel komiks. Poznata je i po pseudonimima Marvel Devojka, Feniks i Mračni Feniks. Njeni kreatori su pisac Sten Li i umetnik Džek Kirbi, lik se prvi put pojavio u Iks-Ljudi #1 (Septembar 1963).
Džin je član podvrste ljudi poznatih kao mutanti, koji su rođeni sa nadljudskim sposobnostima. Ona je rođena sa telepatskim i telekinetičkim moćima. Njene moći su se prvi put pojavile kada je videla kako je njenu prijateljicu iz detinjstva udario auto. Ona je brižna, negovana ličnost, ali takođe mora da se nosi sa tim da je Omega-nivo mutant i fizička pojava kosmičke Feniks Snage. Džin je doživela tranformaciju u Feniksa u Iks-Ljudi priči . Ona se bezbroj puta suočila sa smrću u istoriji serija. Njena prva smrt bila je pod maskom Marvel Devojke, kada je umrla i bila preporođena kao Feniks u "Dark Phoenix Saga". Ova transformacija u Feniksa dovela je do njene druge smrti, koja je bila samoubistvo, ali ne i poslednje.
Ona je važna ličnost u životima ostalih likova Marvelovog univerzuma, uglavnom Iks-Ljudi, uključujući njenog muža Kiklopa, njenog mentora kojeg je smatrala ocem Čarlsa Ksavijera, Vulverina, njenu najbolju drugaricu koju smatra sestrom Storm i njenu decu Rajčel Samers, Kejbl, Strajf, i Iks-Čovek.
Lik je bio prisutan tokom većeg dela istorije Iks-Ljudi i bila je uključena u sve tri animirane serije Iks-Ljudi i nekoliko video igara. Ona je igrana ličnost u video igrama X-Men Legends (2004), X-Men Legends II: Rise of Apocalypse (2005), Marvel Ultimated Alliance 2 (2009), Marvel vs Capcon 3: Fate of Two Worlds (2011), Marvel Heroes (2013) i Lego Marvel Super Heroes (2013), i pojavljivala se kao neigrana ličnost u Marvel Ultimate Aliance.
Famke Jansen je glumila lika u pet dela filma Iks-Ljudi. Sofi Tarner prikazuje mlađu verziju lika u filmu Iks-Ljudi: Apokalipsa. Tarner će se vratiti da prikaže karakter kao i njenu alternativnu ličnost Feniksa u filmu Iks-Ljudi: Mračni Feniks 2019. godine.
Godine 2016, IGN je rangirao Džin 6-tom na listi 25 najboljih Iks-Ljudi poslednjih četrdeset godina, 2011. IGN ju je rangirao 13. na listi „Top 100 Heroja iz Stripova". Njena ličnost Mračnog Feniksa bila je rangirana 9. u IGN-ovoj listi „Top 100 Zlikovaca iz stripova Svih Vremena", što je najviši rang za ženskog lika.

## Istorija objavljivanja
Njeni kreatori su pisac Sten Li i slikar/pisac Džek Kirbi, Džin Grej se prvi put pojavila kao Marvel Devojka u X-Men #1 (Septembar 1963). Kao jedini ženski član prvobitnog tima, Marvel Devojka je bila redovan član tima kroz istoriju objavljivanja serija. U početku je posedovala moći telekineze, a kasnije je dobila moci telepatije koja će biti prekinuta tokom kasnijih godina kao potisnuta mutantska sposobnost. 
Pod autorstvom Krisa Klermonta i prvog kreatora likova Dejvida Kokruma a zatim Džona Brna u kasnim 1970-tim, Džin je prosla kroz značajnu transformaciju, od najslabijeg člana Iks-Ljudi do najjačeg.
Serijal priča u kojima je Džin umrla i bila preporođena kao Feniks (Uncanny X-Men #101–108, 1976–1977) obozavaoci "Dark Phoenix Saga" su naknadno sinhronizovali i serijal priča o njenoj podmitljivosti i smrti kao Mračni Feniks (Uncanny X-Men #129–138, 1980) nazvana je "[[]]". Ovaj serijal priča jedan je od najpoznatijih i jako privlači pažnju u popularnim Američkim superherojskim stripovima, naširoko se smatra klasikom, uključujući i samoubilačku žrtvu Džin Grej. 
Kada je prva kolekcija priča "Dark Phoenix Saga" bila objavljena 1984., Marvel je takođe objavio 48 strana specijalnog izdanja naslova „Mračni Feniks: Neispričana prica". Ona se sastoji od originalne verzije Uncanny X-Men #137, postera za Uncanny Iks-Ljudi #138 i nacrta za diskusiju za okruglim stolom izmedju Šutera, Klermonta, Brna, editora Džima Selikrapa, Luisa Džounsa i umetnika Teri Ostina koja govori o stvaranju nove Feniksove ličnosti, razvoja priče, šta vodi do eventualnih promena priče, i Krlermontovog i Brnovog plana kako će Džin Grej da preživi. 
Klermont je otkrio da je njegova i Kokrumova motivacija za Džininu transformaciju u Feniksa bila ideja da stvore „prvog ženskog kosmičkog superheroja".  Njih dvojica su se nadali da kao što je Tor postao član grupe Osvetnika da će tako Feniks postati delotvoran i neizmerno moćan član grupe Iks-Ljudi. Međutim, Salikrup i Brn imali su jak predosećaj kada je Feniks postao tako moćan, predosećaj da će privući mnogo pažnje u knjigama. Brn je radio sa Klermontom kako bi Feniksa uklonio iz serijala, počeći od uklanjanja njenih moći. Međutim Brnova odluka da Mračni Feniks uništi naseljeni planetarni sistem u Uncanny X-Men #135, zabrinuo je tadašnjeg glavnog urednika Džima Šutera, koji je smatrao da je moralno nedopustivo da Džin nastavi da živi (obzirom da je počinila „masovna ubistva") i takođe nezadovoljavajući kraj sa tačke gledišta pripovedača. Šuter je javno izneo svoje zaključke na okruglom stolu 1984. godine.
Ja lično mislim, i rekao sam mnogo puta, da junak uništi naseljeni svet sa milijardu ljudi, uništi svemirski brod i onda, pa znate, da mu moći budu oduzete i da bude pusten da ode na Zemlju. Čini mi se da je to isto što i hvatanje Hitlera živog- i pustiti ga da živi na Long Ajlendu. Mislim da bi mnogi ljudi došli na njegova vrata sa mitraljezima. 
Jedno od pitanja kreativnog tima koje je uticalo na zaključke priče bilo je da li je Feniksova ličnost ta koja je kasnije dovodi do ludila i zla svojstvena za Džin Grej ili je Feniks taj koji je obuzima. Veza između Džin Grej i Feniksa nastavlja biti predmet različitih tumačenja i objašnjenja od pisaca i urednika Marvel Komiksa prateći kratke priče iz 1986. Za vreme stvaranja Mračnog Feniksa, Brn je pomislio, „Ako bi neko mogao da vidi kroz koje faze prolazi Džin Grej prilikom transformacije u Feniksa, umesto samo jednostavnog pretvaranja u Feniksa, to bi priču učinilo zanimljivijom". Salikrap i Brn kasnije su izjavili da Faniksa smatraju entitetom koji u potpunosti zaposeda Džin Grej, stoga kad izađe iz nje on nju oslobađa svih svojih uticaja i zločina. Međutim, kreativni i urednički tim su se složili da je Feniks nerazdvojivi deo njene ličnosti što znači da je ona u potpunosti odgovorna za sve svoje zločine kao Feniks. Kao rezultat toga, Šuter je naredio Klermontu i Brnu da preprave izdanje #137 kako bi uvrstili u priču obe posledice i kraj koji je srazmeran Feniksovim lošim postupcima. U javnom potpisivanju 2012. godine Klermont je govorio o kontekstu kasnijih 1970-ih i kraju Vijetnamskog Rata tokom pisanja priče, navodeći da je istorija ovih događaja dovela do toga da će se Džin teško iskupiti za svoje genocidne akcije.
U prvobitnom završetku Džin se ne vraća mračnom Feniksu, već je Šiar podvrgava „lobotomiji" trajno joj uklanjajući sve telepatske i telekinetičke moći. Klermont i Brn kasnije su planirali da Magneto ponudi Džin šansu da povrati svoje sposobnosti, ali Džin bira da ostane bez moći i eliminiše pretnju da Feniks ponovo stupi na vlast.

## Biografija izmišljenog lika

### Glavna linija njenog života

#### Mladost
Džin Grej je rođena kao ćerka Džona i Elen Grej. Ima stariju sestru Sara Grej Bejli. Džon Grej je bio profesor na Bard Koledžu u Njujorku. Slike Džininog detinjstva i njeni odnosi sa porodicom pokazali su se kao stabilni porodični odnosi kroz njeno odrastanje.

#### Pojava moći i pridruživanje timu Iks-Ljudi
Džinine mutantske moći telepatije i telekineze prvi put su se pojavile kada je njenu najbolju drugaricu udario i ubio auto. Džin se mentalno povezuje sa svojom prijateljicom i skoro umire. Ovaj događaj je dovodi u stanje kome i vraća se u svest onda kada njeni roditelji potraže pomoć od moćnog mutanta telepate Čarlsa Ksavijera. Ksavijer blokira njene telepatske moći dok ona ne odraste dovoljno kako bi ih mogla kontrolisati, ostavljajuci joj samo pristup telekinetičkim moćima. Kvavijer ju je kasnije kao tinejdžerku regrutovao da bude član njegove ekipe Iks-Ljudi kao „Marvel Devojka" jedini ženski član tima. Posle nekoliko misija sa Iks-Ljudima, Ksavijer pomera njenu mentalnu blokadu tako da je ona u stanju da kontroliše svoje telepatske moći. Ona započinje vezu sa svojim suigračem Kiklopom, koja postaje njena glavna romansa, iako ona takođe razvija zajedničku tajnu privlačnost sa kasnijim članom tima Vulverinom.

#### Feniks Snaga i prva smrt
Tokom hitne misije u svemiru, Iks-Ljudi pronalaze njihov svemirski brod oštećen. Džin pilotira brodom nazad na Zemlju, ali je izložena fatalnom nivou radijacije. Umirajući, ali odlučna da spase Kiklopa i svoje prijatelje, Džin poziva u pomoć i na njega odgovara kosmički entitet Feniks Snaga. Feniks Snaga, suma svih života u univerzumu, koga pokreće Džinina ljubav, kako bi napravio duplikat nje koristi njenu psihu. U tom trenutku Feniks Snaga preplavljen moćima veruje sebi da je Džin Grej i stavlja njeno telo koje umire u lekovitu čauru. Brod se nasukao na ostrvu Džemeika Bej sa ostatkom Iks-Ljudi koji su ostali nepovređeni. Feniks Snaga, kao Džin Grej, pojavljuje se u novom zeleno-zlatnom kostimu i usvaja novi nadimak „Feniks" sa ogromnim kosmičkim moćima. U međuvremenu, čaura sa pravom Džin Grej pada na dno zaliva, neopaženo. Feniks nastavlja svoj život kao Džin Grej sa ostalim članovima Iks-Ljudi, pridružujući se misiji da spase univerzum. Tokom „Dark Phoenix Saga" Feniks postaje preplavljen moćima i izopačuje se njenim prvim osećajem za zlo, transformišući se u silu potpunog uništenja zvanu „Mračni Feniks", nehotice ubijajući stanovnike zvezdanog planetarnog sistema i ugrožavajuci čitav univerzum. Međutim, Džinina ličnost uspeva da preuzme kontrolu i Feniks čini samoubistvo kako bi osigurao bezbednost čitavog univerzuma.

#### Oživljavanje
Po samoubistvu putem dezintegracije, Feniks Snaga se raspršuje u prvobitnu formu i deo nje nalazi Džin koja se još uvek isceljuje na dnu Džamaika Bej. U pokušaju da se poveže sa njom, Džin se pojavljuju sećanja na smrt i na uništenje kao Mračni Feniks i odbacuje ga, uzrokujući da se poveže sa beživotnim klonom Džin Grej kojeg je kreirao negativac Mister Sinister. Sinister je kreirao klona koji bi se sprijateljio sa Kiklopom kako bi genetskim putem kreirao superiornog mutanta. Zvanog „Madelajn Prajor" nesvesni klon upoznaje Kiklopa, u situaciji koju je napravio Sinister, i njih dvoje se zaljubljuju, venčaju i dobijaju dete Nejton Kristofer Samers. U međuvremenu čauru su otkrili i preuzeli Osvetnici i Fantastična Četvorka. Džin se pojavljuje bez sećanja Feniksa/Mračnog Feniksa. Osvetnici i Fantastična Četvorka joj govore šta se desilo i da se do sada smatrala mrtvom. Ona se ponovo udružuje sa Iks-Ljudima i ubeđuje ih da formiraju novi superherojski tim Iks-Faktor, koristeći svoj nadimak „Marvel Devojka". Džin saznaje da je Kiklop nastavio svoj ljubavni život sa Madelajn, koja je ljuta na njega zbog njegove odluke da predvodi Iks-Faktor i zanemaruje svoju porodicu. Džin ohrabruje Kiklopa da se vrati Madelajn ali on pronalazi njihovu kuću napuštenu što ga dovodi u sumnju da ga je Madelajn napustila i odvela njihovog malog sina. Kiklop se vraća Iks-Faktoru i on i Džin nastavljaju svoju ljubavnu vezu. Madelajn se na kraju pojavljuje sada gotovo luda i sa moćima koje je u njoj probudio demonski pakt, nazivajući sebe Kraljicom Goblina.
Saznajući svoj pravi identitet i svrhu kao klon koga je kreirao Mister Sinister dovelo ju je do ludila, i dovelo do toga da planira da žrtvuje Nejtona Kristofera kako bi postigla veću moć i oslobodila doslovni pakao na Zemlji. Nameravajući da je zaustavi Džin se ujedinjuje sa ostalim članovma Iks-ljudi, koji su srećni videvši da je živa, posebno Vulverin, podsećajući Džin na njena neiskazana osećanja prema njemu. Džin i Madelajn se sukobljavaju. Džin namerava da preživi upijajući ostatke Feniks Snage smeštene u Madelajn, uzimaju Madelajnina sećanja i Feniksova sećanja iz „Dark Phoenix Saga".

#### Povratak Iks-ljudima i brak sa Kiklopom
Dok nastavlja da bude član Iks-Faktora, Kiklop prosi Džin i ona se sreće sa svojom budućnom ćerkom Rejčel Samers (koja koristi nadimak „Feniks" i takođe je u mogućnosti da stupi Feniks Snazi) ali ona ih oboje odbacuje jer ima osećaj koji ukazuje na to da je njen život predodređen. Kada se Iks-Faktor ujedinjuje sa Iks-Ljudima, Džin se pridružuje Zlatnom Timu čiji je vođa Storm. Za to vreme ona više ne koristi svoj nadimak, već se poziva na svoje civilno ime. Posle nekog vremena ona se miri sa Rajčel, pružajuči joj dobrodošlicu u svoj život, veri se sa Kiklopom i njih dvoje se venčavaju. Na njihov medeni mesec par je bio prebačen 2000 godina u budućnost kako bi podigli Kiklopovog sina Nejtona koji je bio prebačen u budućnost kao dete u nadi da će se izlečiti od smrtonosnog virusa. Džin usvaja identitet „Red" zajedno sa Kiklopom „Slim" i podižu Nejtona Kristofera 12 godina pre nego što se vrate u svoja tela na medenom mesecu. Džin otkriva da je Rejčel, koja je putovala kroz vreme, koristila svoje moći kako bi je transportovala u budućnost da zaštite Nejtona, a po Rajčelinoj želji, Džin ponovo usvaja nadimak „Feniks" kako bi ustanovila simbol dobra nakon svega lošeg što je izazvano. U međuvremenu njene, telepatske i telekinetičke sposobnosti počinju da rastu i ona ponovo počinje da koristi ikonski zeleno-zlatni kostim Feniksa. Džin takođe upoznaje još jedno njeno i Skotovo neočekivano dete: neizmerno moćnog Nejtona Greja, koji je slučajno oživeo duh Madelajn Prajor, što je dovelo do još jednog sukoba između dve žene.

#### Priprema za Onsota
U Bišopovoj prvobitnoj vremeskoj liniji pre nego završi u sadašnjosti on pronalazi komandnu sobu Iks-ljudi i lažni signal od Džin o izdajniku među Iks-Ljudima koji ih uništava iznutra. U međuvremenu, u sadašnjosti, Iks-Ljudi počinju da slušaju sve više vesti o zlobnom entitetu zvanom Onsot. Džin je prvi put videla Onsota sa ostatkom Iks-Ljudi kroz svoju svest kasnije Onsot primorava Gejtveja da otme Kiklopa, Vulverina, Storm i Ajsmena. Kasnije joj se pojavljuje ponovo na sličan način i spasava nju i Gambita od Bastiona i nudi joj šansu da mu se pridruži. Onsot se prvi put pojavio pred Džin na astralnoj planeti i pokazuje joj kako se čovečanstvo priblizava mutantima, takođe otkriva da je Ksejvijer bio zaljubljen u nju dok je bila učenica kako bi je ubedio da mu se pridruži. On je potom telepatijom urezao svoje ime u njen um kada je odbila i zatim ga je pitala kako se zove. Kada je Džagernat dosao u palatu sa Onsotovim pravim identitetom on dobija mentalnu blokadu koja ga sprečava da otkrije, Džin ulazi u njegov um i pomaže mu da se seti ko je zaista Onsot i na njen užas ona otkriva da je zaista Onsot profesor Iks, koji poludeo otkad je obrisao Magnetov um.

#### Dolazak Onsota
Profesor Ksavijer zove Iks-Ljude na sastanak i Džin bezuspešno pokušava da objedini Iks-Ljude protiv Ksavijera pre nego što se pretvori u Onsota. Dok Onost lako stiže ostatak Iks-Ljudi, Džin beži u kontrolnu sobu i šalje signal za pomoć koji Bišop pronalazi u budućnosti. Posle masovne bitke protiv Džin i ostalih Iks-Ljudi, Onsot beži kako bi sproveo svoje planove. Nakon što je Onsot skoro ubio Iks-Ljude oni se udružuju sa Osvetnicima kako bi napravili plan da ga zaustave, znajući da moraju da ubiju Ksejvijera kako bi svet preživeo. Džin prati Kiklopa, Arhenđel i Psajlok na ostrvo Mur, gde oni i Moira MekTaget otkrivaju Ksavijerove Protokole, tajne planove da ubije bilo koga od Iks-Ljudi ako iko postane pretnja svetu. U međuvremenu Džinin ranije poslat signal dolazi do Iks- Faktora, Eskalibura i Iks- Snaga. Po povratku u Njujork Džin blisko saražuje sa Ridom Ričardom kako bi pomogao u borbi protiv Onsota kao i da pomogne u kreiranju oklopa koji bi mogao da blokira Ksavijerove telepatske moći, koristeći se Ksavijerovim Protokolima. Kada jeDžin osetila da je Ksavijer oslobođen Onsota i da se sam sukobljava sa njim, ona i Kiklop dovode ostale članove Iks ljudi kako bi ga podržali. Ostatak Osvetnika i Fantastične Četvorke pridružuju im se u konačnom sukobu protiv Onsota, pre nego što potpuno uništi svet. U poslednjoj akciji u očaju Džin pronalazi Hulka i zaključava um Brusa Banera, ostavljajući samo Hulka u kontroli, tako da se može boriti protiv Onsota neometen. Sa većinom zemaljskih heroja koji su nestali i sa pretpostavkom da su mrtvi posle Onotovog konačnog poraza, Džin i Kiklop otvaraju vrata svog doma Kviksilveru i njegovoj ćerci i takođe pokušavaju da pomognu ostatku Iks-Ljudi da se ponovo ujedine.

#### 
Oslobođena Feniksova Snaga vraća se ponovo Džin. Ona pokušava da ubedi Feniks Snagu da je oslobodi i da se ponovo vrate u Toplu Belu Sobu zajedno, ali je još jednom Feniks Snaga preuzima. Džin dozvoljava Vulverinu da je pronađe i pokušava da ga ubedi da je još jednom ubije pre nego što Feniks napravi još više štete. Šiar prati Feniks Snagu i sklapa savez sa Storm da je pronađu i poraze. Džin odvodi Vulverina na Severni Pol pre nego što Šiar uspeva da je ubije i ubeđuje Vulverina da je ubije. Nekoliko puta je probala ali Feniks je iznova oživljava, što je navelo Džin da zaroni duboko u led i zamrzne se. Feniks Snaga napušta Džinino telo i ponovo preuzima Džininu formu kako bi iskušala Kiklopa da je napadne kako bi mogla da apsorbuje njegove optičke udarce i ponovo postane jaka. Kada se Feniks Snaga spoji sa Emom Frost Kiklop oslobađa Džin iz leda. Jednom kada je Džin oslobođena ona izbacuje Feniksa iz Eme i prihvata da je jedno sa Feniksom. Nakon što je osetila ljubav Iks-Ljudi, Feniks se povlači i vraća zajedno sa Džin nazad u Toplu Belu Sobu. Pre nego što je otišla, Džin i Kiklop se putem telepatije emocionalno pozdravljaju. 

## Moći i sposobnosti
Džin Grej je Omega-nivo mutant, i njen najveći i najsnažniji potencijal se ostvaruje kada je u potpunosti spojena sa Feniks Snagom, i sa njom je mogla da pobedi čak i Galaktikusa.

### Telepatija
Kada su se njene moći prvi put pojavila Džin nije mogla da se nosi sa svojim telepatskim sposobnostima, prisiljavajući profesora Čarlsa Ksavijera da ih u potpunosti potisne. Umesto toga on bira da trenira njene psihokinetičke sposobnosti dok je dopuštao da njene moći telepatije prirodno rastu do određenog nivoa pre nego što ih ponovo otvori. Kada se profesor sakrio kako bi se pripremio za Zenoksa, on ponovo otvara Džinine telepatske sposobnosti, tako što je podelio deo svoje telepatije sa njom, objašnjavaju pisci.
Žena Marvela: Proslava sedam decenija priručnika koji detaljno objašnjava Džinine sposobnosti: Kao jedan Omega nivo telepat], Džin Grej može da pročita i da pronalazi misli drugih, projektuje svoje misli u umove drugih ljudi, formirapsihičke veze sa drugim bićima, kontroliše umove drugih kako bi manipulisala njihovim fizičkim funkcijama, mentalno omami protivnike svojom psihičkom energijom, bacajući gotovo besprekorne mentale iluzije i projektuje svoje misli u um drugih ljudi na astralnoj planeti. U bliskom dometu, ona može manipulisati sa velikim brojem umova; međutim, ona može da preuzme nečiji um samo u fizičkom prisustvu te osobe. 
Džin je takođe jedna od retkih telepata koja je sposobna da komunicira sa zivotinjama (životinje visoke inteligencije kao što su delfini, psi i gavrani) kao nus pojava njene telepatije ona ima fotografsko pamćenje. Džin uspeva, da putem telepatske terapije sa Džesikom Džouns, da joj podari Džesiki imunitet na kontrolu uma Ljubičastiog Čoveka, uprkos tome što su njegove moći hemijske prirode a ne psihičke. Kada je Džin upila Psajlokine telepatske moći, njena vlastita telepatija se povećala do te mere da je mogla fizički da manifestuje svoju telepatiju u obliku vatrene ptice čije kandže mogu izazvati fizičke i psihičke poremećaje. Ona je nakratko razvila psihičku senku nalik Psajlokinoj sa zlatnim amblemom Feniksa iznad oka umesto oznake Krimson Dovn koji je posedovala Psajlok. Džin je nakratko izgubila telekinetičke moći tokom razmene sa Psajlok, ali njene telekinetičke sposobnosti kasnije se vraćaju u potpunosti i na dalekom nivou su veće nego ranije.

### Telekineza
Džin poseduje visok nivo telekinetičkih sposobnosti što joj omogućava da lebdi u vazduhu i brzo pokreće sve vrste žive i nežive materije. Ona može da koristi svoje telekinetičke sposobnosti na sebi ili na drugima, da simulira moć letenja ili lebdenja, stimuliše molekule da povećaju trenje, stvori polja zaštitne sile iz psiho-kinetičke energije ili da projektuje telekinetičku energiju kao čistu potresnu silu. Spoljne granice njene telekinetičke moći nisu nikada bile jasno utvrđene, iako je bila u stanju da podigne otprilike deset tona ruševina sa nekim naporom.

### Feniks Snaga
Veza između Feniks Snage (i prirodne moći koje ona ima) opisana je na razne načine kroz istoriju razvoja lika. Kroz priče u stripovima Feniks je bio manifestacija Džininog pravog potencijala, ove moći se smatraju njenim vlastitim, kao Klermontova i Brnova želja da stvore „prvu kosmičku super heroinu". Međutim od kad je Feniks odvojen entitet od Džin Grej prikazi njenih moći variraju; među njima je Džin koja jedna od mnogih domaćina Feniksu i „pozajmljuje Feiksove moći" tokom tog vremena, što je čini jedinstvenim domaćinom Feniksu kao i da bude jedno sa Feniksom. Ona je kasnije opisana kao jedina koja je trenutno u stanju da zadrži titulu „Belog Feniksa Krune" među mnogim prošlim, sadašnjim i budućim domaćinima Feniksa. Obe verzije Džin, i mladja i starija Džin, takođe je jedini lik koji je ikada primorao Feniksa da učini bilo šta a da trenutno nije domaćin njegovim moćima. U jednom slučaju Džin je nasilno rastrgla Feniksa iz Eme Frost i privrgla ga sebi. 

#### Uskrsnuće
Iz jednog ili drugog rayloga, Džin Grej (mlada i stara) u više slučajeva, više puta je bila oživljavana pomoću Feniksa ili očigledno njene čiste volje za životom bez Feniksa. U nekim prikazima, ova uskrsnuća se događaju odmah pošto je ona ili neko drugi ubijem dok drugi prikazi ukazuju na to da se uskrsnuće mora desiti posle određenog vremenskog perioda ponekad posle jednog veka. Tokom Psihičkog Rata, mlada Džin je bila u stanju da prisili Feniksa da je vrati u život, uprkos odluci Feniksa da to ne učini, tako da se njeno telo potpuno rekonstruisalo nakon što je isparila. Nešto kasnije, njeno telo je preuzeo i potpuno rastgao Simbiot, mali deo Džininog mozga preživljava i uprkos tome ona biva u stanju da zarazi Simbiota i potpuno ga uništi iznutra, potom ne koristivši nista osim svog uma kako bi rekonstruisala svoje telo.Ovo je ostavilo Džin da veruje da više nije ljudsko biće. Ovo nije prvi put da je Džin uskrsla bez Feniksove moći; u jednom slučaju bila je u stanju da u potpunosti uskrsne nakon što je doživela kliničku smrt nezavisno od Feniksove moći.

### Razne sposobnosti
Džin Grej je obuceni pilot i iskusan nenaoružani borac. Ona takođe ima određeni nivo nastavnih sposobnosti, iskustvo kao top model i obuku u oblasti psihologije. 

## Kolekcija izdanja

### Mini-serije
| Naslov                            | Materijalna kolekcija                  | Datum objavljivanja | ISBN                        |
| --------------------------------- | -------------------------------------- | ------------------- | --------------------------- |
| Iks-Ljudi: Feniks - Krajnja pesma | Iks-Ljudi: Feniks - Krajnja pesma #1-5 | 31. 05. 2006        | Meke korice: 978-0785119241 |
| Iks-Ljudi: Feniks - Ratna pesma   | Iks-Ljudi: Feniks - Ratna pesma #1-5   | 16. 01. 2008        | Meke korice: 978-0785119319 |
| Feniksovo Uskrsnuće               | Feniksovo Uskrsnuće #1-5               | 01. 05. 2018        | Meke korice: 978-1302911638 |

### Prve serije
| Naslov                                 | Materjalna kolekcija | Datum objavljivanja | ISBN                        |
| -------------------------------------- | -------------------- | ------------------- | --------------------------- |
| Džin Grej, Odeljak 1: Izvor noćne more | Džin Grej #1-6       | 31. 10. 2017        | Meke korice: 978-1302908775 |
| Džin Grej, Odeljak 2: Finalna Borba    | Džin Grej #7-11      | 24. 04.2018         | Meke korice: 978-1302908782 |

### Ostale serije
| Naslov                          | Materijalna kolecije                                                                               | Datum objavljivanja | ISBN                        |
| ------------------------------- | -------------------------------------------------------------------------------------------------- | ------------------- | --------------------------- |
| Iks-Ljudi: Saga Mračnog Feniksa | Iks-Ljudi #129-137                                                                                 | 05. 04. 2006        | Meke korice: 978-0785122135 |
| Iks-Ljudi: Uzdizanje Feniksa    | Osvetnici #263, Fantastična Četvorka #286, Iks-Faktor #1, i materijal od Iks-Ljudi Klasik #8 i #43 | 14. 09.2011         | Meke korice: 978-0785157861 |